# Bullpen

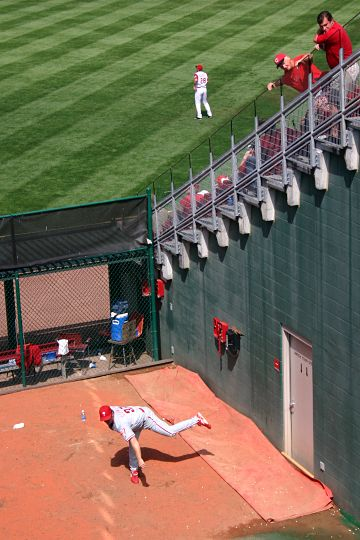
Bullpen

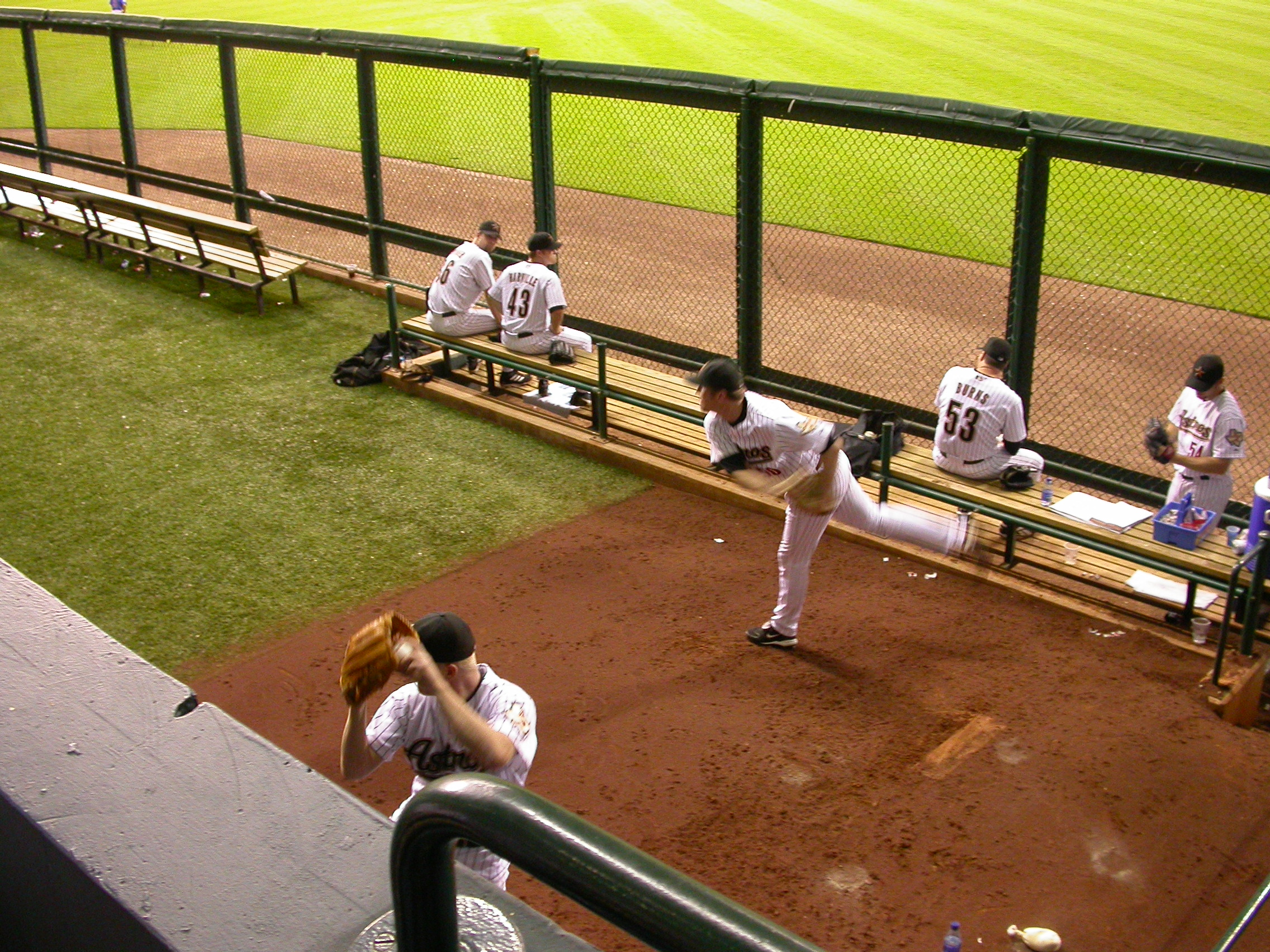
Moderner Bullpen der Houston Astros im Minute Maid Park, Houston, Texas

Bullpen, oder häufig kurz the pen, ist ein Begriff aus dem Baseball. Er bezeichnet den Bereich, in dem sich der Pitcher aufwärmt, bevor er auf das Spielfeld geht. Im Bullpen werfen die Pitcher den Ball in den Handschuh eines nicht am Spiel beteiligten Catchers, um sich so einzuwerfen, die Würfe während der Spiele zu simulieren und noch einmal vor dem Spiel zu üben.
Der Begriff Bullpen ist zudem eine Metonymie und beschreibt sämtliche Relief Pitcher eines Spielerkaders im Ganzen. So wird der Transfer eines neuen Pitchers zum Beispiel als „Verstärkung des Bullpen“ beschrieben.
Jede Mannschaft hat in der Regel ihren eigenen Bullpen, der aus zwei Pitching-Plätzen und Platten in einem bestimmten Abstand zueinander besteht. In den meisten Major-League-Baseball-Parks befinden sich die Bullpens außerhalb des Spielfelds hinter dem Außenzaun.

## Kritik
Im Oktober 2021 schlug die Organisation People for the Ethical Treatment of Animals (PETA) der Major League Baseball vor, den Begriff Bullpen in Arm Barn zu ändern, da sie ihn als veraltet ansah. In einer Pressemitteilung von PETA heißt es: "Worte sind wichtig, und Baseball-'Bullpens' entwerten talentierte Spieler und verhöhnen das Elend empfindlicher Tiere". Bis 2022 wurde keine solche Änderung vorgenommen.

## Standort
In den meisten Major-League-Stadien befinden sich die Bullpens außerhalb des Spielfelds, direkt hinter den Außenzäunen. In der Regel sind die Bullpens voneinander getrennt und befinden sich auf der Seite des Spielfelds, auf der sich auch das Dugout der jeweiligen Mannschaft befindet. Es gibt jedoch auch Ausnahmen. In einigen Stadien befinden sich die Bullpens der Mannschaften gegenüber ihren eigenen Dugouts, so dass der Manager die Pitcher beim Aufwärmen leichter von seinem Dugout aus beobachten kann. Ein neuerer Trend ist die Installation von Mesh-Außenwänden vor dem Bullpen, damit der Bullpen sowohl von den Fans als auch vom Manager im Dugout besser gesehen werden kann und die Spieler im Bullpen das Geschehen auf dem Spielfeld besser beobachten können.
In einigen Stadien sind die Bullpens auf den Außenfeldern ungewöhnlich angeordnet. Im Petco Park befindet sich der Bullpen der Heimmannschaft hinter dem Zaun des Outfields und der Bullpen der Gäste eine Etage höher. Die Bullpen der Gäste wurde nach der Saison 2012 vom Foul Territory an diese Stelle verlegt.

## Bullpen Cars
Zwischen 1950 und 1995 nutzten mehrere MLB-Teams Fahrzeuge, um Pitcher vom Bullpen zum Mound zu transportieren. Diese sogenannten Bullpen Cars reichten von Golfwagen bis hin zu normalen Autos. Die Cleveland Indians waren 1950 das erste Team, das ein Bullpen-Fahrzeug einsetzten. Der letzte Einsatz eines Bullpen Cars war ein Motorrad mit Beiwagen, das 1995 von den Milwaukee Brewers verwendet wurde. Die Arizona Diamondbacks und die Washington Nationals haben in der Saison 2018 den Relief Pitchern die Möglichkeit gegeben, ein Bullpen Car zu benutzen.